# Tribal Tech
I Tribal Tech sono un gruppo fusion progressive, formato nel 1984 su iniziativa del chitarrista Scott Henderson e del bassista Gary Willis. Esso incluse Scott Kinsey alle tastiere e Kirk Covington alla batteria. Il gruppo ha prodotto undici album che hanno ampliato i bordi dei generi rock, jazz e blues. Si sono sciolti nel 2000 dopo il rilascio di Rocket Science, dopodiché ogni membro ha intrapreso carriere soliste.
Nel settembre del 2009, Scott Kinsey annunciò su Facebook, che la band era stata riformata per registrare un album a maggio 2010 per la Tone Center / etichetta Shrapnel.

## Formazione

### Attuale
- Scott Henderson - chitarra (1984-presente)
- Scott Kinsey - tastiere (1992-presente)
- Gary Willis - basso (1984-2011;2014-presente)
- Kirk Covington - batteria (1993-2011;2014-presente)

### Membri passati
- Pat Coil - tastiera (1984-1993)
- Steve Houghton - batteria (1984-1991)
- David Goldblatt - tastiera (1989-1992)
- Joey Heredia - batteria (1991-1992)
- Rufus Philpot - basso (2011-2014)
- Virgil Donati[1] - batteria (2011-2014)

## Discografia

### Album in studio
- 1985 - Spears
- 1987 - Dr. Hee
- 1990 - Nomad
- 1991 - Tribal Tech
- 1992 - Illicit
- 1993 - Face First
- 1995 - Reality Check
- 1999 - Thick
- 2000 - Rocket Science
- 2012 - X

### Raccolte
- 1994 - Primal Tracks